# Galatasaray SK (basquetbol)
El Galatasaray és la secció de basquetbol del club Galatasaray SK de la ciutat d'Istanbul, Turquia. La temporada 2020-2021 participa en la Lliga turca de bàsquet i en la Basketball Champions League.

## Història
Ahmet Robenson, un professor d'educació física del Liceu Galatasaray (Galatasaray Lisesi) decidí introduir un nou esport als estudiants del centre el 1911. Així fou com el basquetbol entrà a Turquia. Robenson fou més tard president del Galatasaray SK. Aquest club fou, per tant, el pioner del basquetbol turc i el basquetbol esdevingué una de les seves seccions més importants.
L'abril de 2016 la secció masculina va guanyar la ULEB EuroCup.

## Palmarès

### Categoria masculina[4]
- ULEB EuroCup
  - Campions (1): 2015-16
- Lliga turca
  - Campions (5): 1968–69, 1984–85, 1985–86, 1989–90, 2012–13
  - Finalistes (3): 1986–87, 2010–11, 2013–14
- Copa turca
  - Campions (3): 1969–70, 1971–72, 1994–95
  - Finalistes (2): 1968–69, 2012–13
- Copa presidencial turca
  - Campions (1): 1985

### Categoria femenina[5]
- Eurolliga femenina
  - Campiones (1): 2013-14
- FIBA EuroCup
  - Campiones (2): 2008–09, 2017–18
- Supercopa d'Europa
  - Finalistes (2): 2009, 2018
- Lliga turca
  - Campiones (13): 1987–88, 1989–90, 1990–91, 1991–92, 1992–93, 1993–94, 1994–95, 1995–96, 1996–97, 1997–1998, 1999–2000, 2013–14, 2014–15
  - Finalistes (4): 2007–08, 2009–10, 2010–11, 2012–13
- Copa turca
  - Campiones (11): 1992–93, 1993–94, 1994–95, 1995–96, 1996–97, 1997–98, 2009–10, 2010–11, 2011–12, 2012–13, 2013-14
  - Finalistes (5): 1998–99, 1999–2000, 2000–01, 2008–09, 2015–16
- Copa presidencial turca
  - Campiones (8): 1993, 1994, 1995, 1996, 1997, 1998, 2008, 2011
  - Finalistes (5): 2010, 2012, 2013, 2014, 2015

## GS en bàsquet amb cadira de rodes

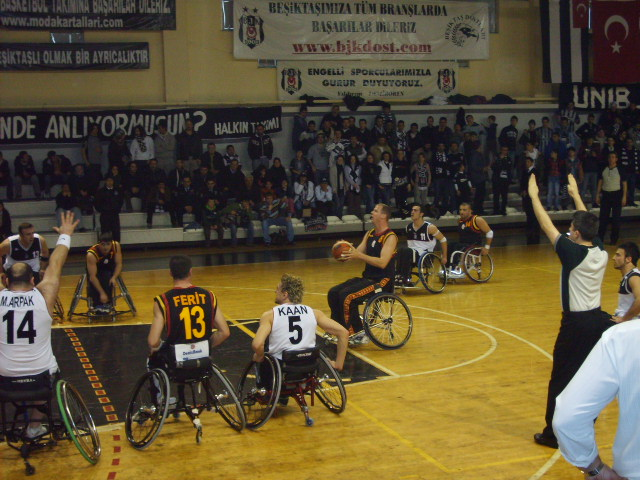
GS - BJK.

## Jugadors destacats
| - Özhan Canaydın - Orhun Ene - Tamer Oyguç - Kerem Tunçeri - Levent Topsakal - Ömer Büyükaycan - Teoman Öztürk - Arda Vekiloğlu - Serhat Çetin - Serdar Apaydın - Taylor Rochestie | - Randy Livingston - Mithat Demirel - Haris Mujezinović - Gerald Fitch - Maurice Baker - Tim Breaux - Dell Demps - Ron Johnson - Thomas Kelley - Malik Dixon | - Paul Dawkins - Frankie King - Lee Matthews - Marlon Maxey - Jaquay Walls - Richard Petruška - Terrell Lyday - David Henderson - Ben Handlogten - Denham Brown |